# Clifford M. Hardin

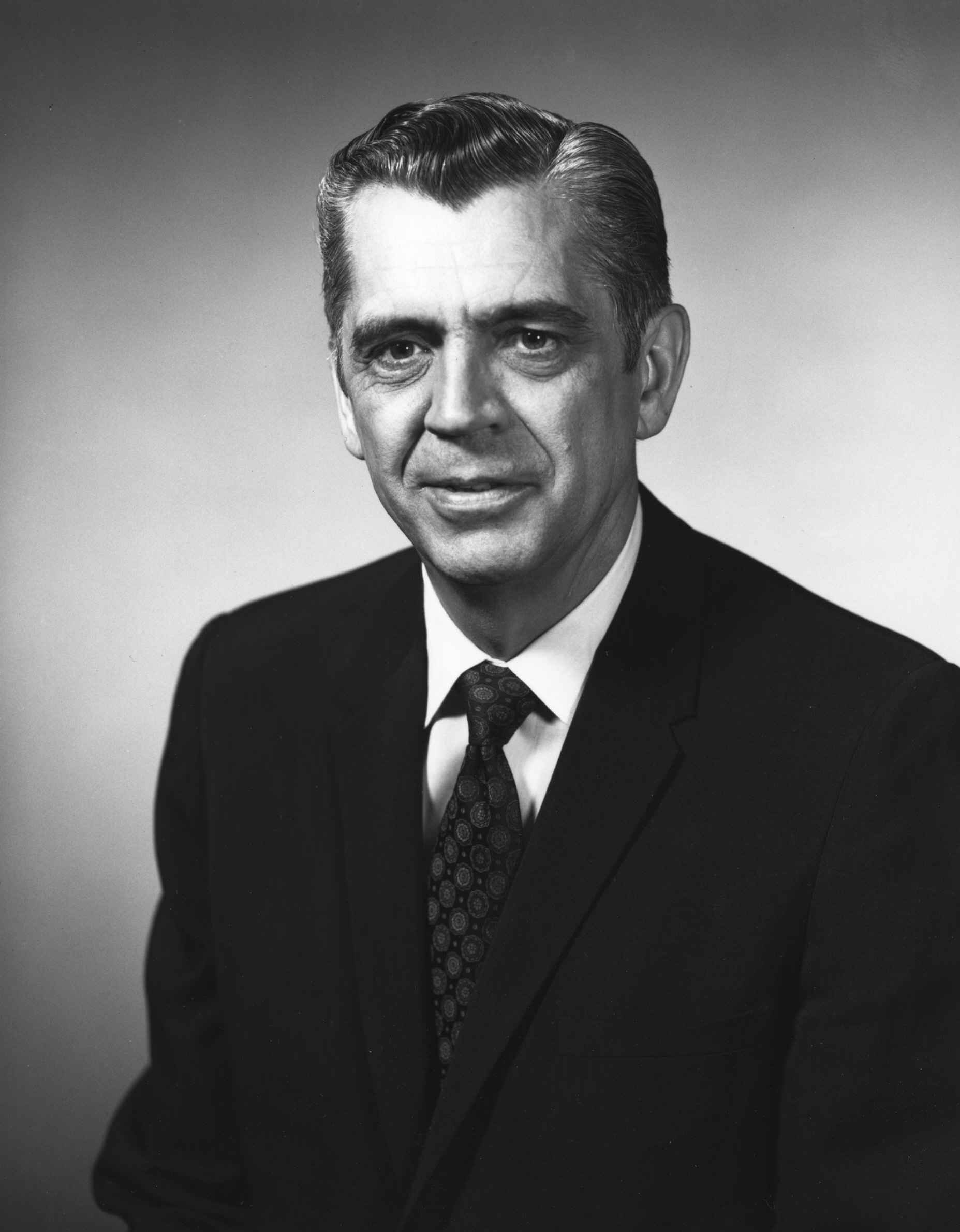
Clifford M. Hardin

Clifford Morris Hardin (* 9. Oktober 1915 bei Knightstown, Henry County, Indiana; † 4. April 2010 in Lincoln, Nebraska) war ein US-amerikanischer Agrarwissenschaftler und Politiker (Republikanische Partei). Er gehörte dem Kabinett von Präsident Richard Nixon als Landwirtschaftsminister an.
Clifford Hardin erhielt seine akademische Ausbildung an der Purdue University in West Lafayette. Dort erwarb er 1937 den Bachelor of Science, 1939 den Master of Science und 1941 den Grad des Ph.D.
In der Folge wurde er selbst Hochschullehrer und unterrichtete Agrarwissenschaften an der Michigan State University in East Lansing. Diesen Posten hatte er von 1944 bis 1948 inne, ehe er zunächst stellvertretender Direktor und dann Direktor der landwirtschaftlichen Experimentalstation wurde. 1953 übernahm er an der MSU das Amt des Dekans der landwirtschaftlichen Fakultät, im Jahr darauf wurde er Kanzler der University of Nebraska.
Nach dem Sieg der Republikaner bei der Präsidentschaftswahl 1968 wurde Hardin von Präsident Nixon in sein Kabinett berufen. Als Landwirtschaftsminister baute er das Essensmarkenprogramm aus und rief den Food and Nutrition Service ins Leben, mit dem Essensprogramme für die armen Bevölkerungsschichten koordiniert wurden. 1971 wurde er von Earl Butz abgelöst.
Seine Tochter Nancy, die mit dem Sohn des ehemaligen US-Außenministers William P. Rogers verheiratet ist, wurde Juristin und war auch politisch tätig. Sie übte von 2008 bis 2009 das Amt des Attorney General im Bundesstaat Ohio aus.